# CIA-Books
CIA-Books – polskie wydawnictwo istniejące w latach 1989–1993, wydające literaturę science fiction, fantasy, sensacyjną i horror.

## Historia
CIA-Books było jednym z pierwszych prywatnych wydawnictw wydających literaturą science fiction i fantasy po upadku komunizmu w Polsce. Powstało w sierpniu 1989, założone w Poznaniu przez dwóch członków Klubu Miłośników Fantastyki „Orbita” – Radosława Kota i Jarosława Kotarskiego, oraz przedsiębiorcę Przemysława Ilukowicza. Jako pierwszą wydało w 1989 powieść Eugeniusza Dębskiego Flashback.
Największymi sukcesami wydawniczymi były edycje Władcy Pierścieni J.R.R. Tolkiena (w koedycji ze Spółdzielnią Wydawnicza „Czytelnik”), Kantyczki dla Leibowitza Waltera M. Millera (w koedycji z Instytutem Wydawniczym „Pax” – w dwóch różnych tłumaczeniach – wersję CIA-Books tłumaczył Juliusz Wilczur-Garztecki) i Słowo „las” znaczy „świat” Ursuli K. Le Guin (w koedycji z Fenix Publishing). Wydawnictwo wydało też wiele powieści Harry Harrisona, Kwestię sumienia Jamesa Blisha, I ujrzeli Człowieka Michaela Moorcocka, Dobry omen Neila Gaimana i Terry’ego Pratchetta, Uciekinier i Wielki marsz Stephena Kinga (pod pseudonimem Richard Bachman), Koniec dzieciństwa Arthura C. Clarke’a. Nietypową sytuacją była światowa premiera powieści Debrouiller amerykańskiego autora Rycka Neube.
CIA-Books wydawało często książki we współpracy z innymi, często efemerycznymi, wydawcami (np. Svaro Ltd, RAAP, Alumex, Faktor). Polskich autorów wydawało niekiedy pod angielskobrzmiącymi pseudonimami (Eugeniusz Dębski jako Owen Yeates, Andrzej Ziemiański jako Patrick Shoughnessy, Tomasz Malik jako Charles Seymour).
Wydawnictwo prowadziło znaczącą działalność promocyjną, m.in. utworzyło klub książki, proponowało sprzedaży wysyłkową. Łącznie wydało 33 tytuły, w tym 30 powieści i jeden zbiór opowiadań. Poza Władcą pierścieni były to pierwsze polskie wydania poszczególnych książek. Zostało zamknięte w 1993.